# Campeonato Mundial de Atletismo de 2023 - 1500 m feminino
A disputa na modalidade 1500 metros rasos feminino no Campeonato Mundial de Atletismo de 2023 fora realizada entre os dias 19 e 22 de agosto no Centro Atlético Nacional em Budapeste, na Hungria. Ao todo, 56 corredoras de 31 Comitês Olímpicos Nacionais estavam previstas para participarem do evento. A atleta queniana Faith Kipyegon conquistou sua terceira medalha de ouro nesta prova.

## Resumo
Desde 2015, quando foi derrotada pela recordista mundial Genzebe Dibaba, a única vez em que Faith Kipyegon perdeu uma corrida pelo título mundial fora em 2019, quando Sifan Hassan fugiu do campo. Tanto Hassan quanto Kipyegon estavam de volta, mas Kipyegon era agora a detentora do recorde mundial, não apenas nos 1 500m, mas também havia quebrado o recorde de milhas de Hassan e o recorde de 5 000m, durante todo este ano.
Neste ano, Hassan largou atrás e Kipyegon estabeleceu-se na frente nos primeiros 200m. Seguindo este exemplo, Ciara Mageean, Diribe Welteji e Nelly Chepchirchir correram às primeiras posições, posteriormente acompanhadas por Laura Muir. Após um ritmo mais frenético das competidoras, o ritmo pouco a pouco fora diminuindo. Restando 500m ao término, Hassan começou a fazer esforço para manter-se na frente. Dez metros antes do sino, Kipyegon começou a acelerar, abrindo uma pequena vantagem à próxima adversária, Welteji. Hassan iniciou a última volta 5 metros atrás da líder, ultrapassando Jessica Hull em 6º lugar, com as mulheres mais rápidas do mundo correndo à sua frente. Ela mudou à pista 2 e começou a ultrapassar na curva. A 200 metros do final, Hassan ultrapassou Mageean pelo terceiro lugar, mas Kipyegon ainda tinha uma diferença de 5 metros. Na curva final, Hassan conseguiu chegar ombro a ombro como Welteji, mas após tanto esforço para chegar lá, não conseguiu avançar mais. Kipyegon ainda tinha sua vantagem, agora sobre as duas, se monstrando intransponível até o fim. Hassan não conseguiu ultrapassar Welteji pela prata.

## Recordes
Antes da competição os recordes eram os seguintes:
| Recorde                                       | Atleta & CON          | Marca   | Localidade       | Data                   |
| --------------------------------------------- | --------------------- | ------- | ---------------- | ---------------------- |
| Recorde mundial                               | Faith Kipyegon (KEN)  | 3:49.11 | Florença, Itália | 2 de junho de 2023     |
| Recorde do campeonato                         | Sifan Hassan (NED)    | 3:51.95 | Doha, Catar      | 5 de outubro de 2019   |
| Recorde do ano                                | Faith Kipyegon (KEN)  | 3:49.11 | Florença, Itália | 2 de junho de 2023     |
| Recorde da África                             | Faith Kipyegon (KEN)  | 3:49.11 | Florença, Itália | 2 de junho de 2023     |
| Recorde da Ásia                               | Qu Yunxia (CHN)       | 3:50.46 | Beijing, China   | 11 de setembro de 1993 |
| Recorde da América do Norte, Central e Caribe | Shelby Houlihan (USA) | 3:54.99 | Doha, Catar      | 5 de outubro 2019      |
| Recorde da América do Sul                     | Letitia Vriesde (SUR) | 4:05.67 | Tóquio, Japão    | 31 de agosto de 1991   |
| Recorde da Europa                             | Sifan Hassan (NED)    | 3:51.95 | Doha, Catar      | 5 de outubro de 2019   |
| Recorde da Oceania                            | Linden Hall (AUS)     | 3:57.27 | Chorzów, Polónia | 16 de julho de 2023    |

## Medalhistas
| Ouro                    | Prata                    | Bronze                      |
| Faith Kipyegon · Quénia | Diribe Welteji · Etiópia | Sifan Hassa · Países Baixos |

## Tempo de qualificação
O tempo de qualificação para qualificar-se automaticamente a prova foi de 4:03.50.

## Calendário
A programação do evento, no horário local (UTC+2), era a seguinte:
| Data         | Horário | Rodada        |
| ------------ | ------- | ------------- |
| 19 de agosto | 13:15   | Eliminatórias |
| 20 de agosto | 17:05   | Semifinais    |
| 23 de agosto | 21:30   | Final         |

## Resultados

### Eliminatórias
As 6 primeiras de cada bateria eliminatória (Q) avançaram às semifinais.
| Pos. | Bateria | Corredora               | CON            | Tempo   | Notas                |
| ---- | ------- | ----------------------- | -------------- | ------- | -------------------- |
| 1    | 3       | Nelly Chepchirchir      | Quênia         | 4:00.87 | Q                    |
| 2    | 3       | Sinclaire Johnson       | Estados Unidos | 4:01.09 | Q,                   |
| 3    | 3       | Birke Haylom            | Etiópia        | 4:01.12 | Q                    |
| 4    | 3       | Katie Snowden           | Reino Unido    | 4:01.15 | Q                    |
| 5    | 3       | Marta Pérez             | Espanha        | 4:01.41 | Q,                   |
| 6    | 3       | Linden Hall             | Austrália      | 4:01.45 | Q                    |
| 7    | 3       | Sintayehu Vissa         | Itália         | 4:01.66 | Recorde pessoal      |
| 8    | 3       | Sophie O'Sullivan       | Irlanda        | 4:02.15 | Recorde pessoal      |
| 9    | 2       | Faith Kipyegon          | Quênia         | 4:02.62 | Q                    |
| 10   | 2       | Diribe Welteji          | Etiópia        | 4:02.72 | Q                    |
| 11   | 1       | Sifan Hassan            | Países Baixos  | 4:02.92 | Q                    |
| 12   | 2       | Sarah Healy             | Irlanda        | 4:03.00 | Q                    |
| 13   | 2       | Gaia Sabbatini          | Itália         | 4:03.04 | Q                    |
| 14   | 2       | Melissa Courtney-Bryant | Reino Unido    | 4:03.14 | Q                    |
| 15   | 4       | Hirut Meshesha          | Etiópia        | 4:03.47 | Q                    |
| 16   | 1       | Laura Muir              | Reino Unido    | 4:03.50 | Q                    |
| 17   | 4       | Jessica Hull            | Austrália      | 4:03.50 | Q                    |
| 18   | 4       | Ciara Mageean           | Irlanda        | 4:03.52 | Q                    |
| 19   | 4       | Cory McGee              | Estados Unidos | 4:03.61 | Q                    |
| 20   | 4       | Adelle Tracey           | Jamaica        | 4:03.67 | Q                    |
| 21   | 1       | Nikki Hiltz             | Estados Unidos | 4:03.76 | Q                    |
| 22   | 4       | Ludovica Cavalli        | Itália         | 4:03.81 | Q                    |
| 23   | 1       | Edinah Jebitok          | Quênia         | 4:04.09 | Q                    |
| 24   | 1       | Abbey Caldwell          | Austrália      | 4:04.16 | Q                    |
| 25   | 2       | Esther Guerrero         | Espanha        | 4:04.33 | Q                    |
| 26   | 1       | Nozomi Tanaka           | Japão          | 4:04.36 | Q,                   |
| 27   | 4       | Purity Chepkirui        | Quênia         | 4:04.51 | Recorde pessoal      |
| 28   | 1       | Lucia Stafford          | Canadá         | 4:05.21 |                      |
| 29   | 2       | Sofia Thøgersen         | Dinamarca      | 4:05.34 | Recorde nacional     |
| 30   | 1       | Alma Cortes             | México         | 4:06.03 | Recorde pessoal      |
| 31   | 1       | Claudia Bobocea         | Roménia        | 4:06.07 |                      |
| 32   | 2       | Agathe Guillemot        | França         | 4:06.18 |                      |
| 33   | 2       | Aleksandra Płocińska    | Polónia        | 4:06.39 | Recorde pessoal      |
| 34   | 4       | Águada Marqués          | Espanha        | 4:06.41 |                      |
| 35   | 2       | Hanna Hermansson        | Suécia         | 4:06.42 | Recorde da temporada |
| 36   | 1       | Sofia Ennaoui           | Polónia        | 4:06.47 |                      |
| 37   | 2       | Salomé Afonso           | Portugal       | 4:06.55 |                      |
| 38   | 3       | Kristiina Mäki          | Chéquia        | 4:06.90 |                      |
| 39   | 1       | Nathalie Blomqvist      | Finlândia      | 4:06.93 | Recorde pessoal      |
| 40   | 3       | Simone Plourde          | Canadá         | 4:07.04 |                      |
| 41   | 4       | Kate Current            | Canadá         | 4:07.23 | Recorde pessoal      |
| 42   | 4       | Martan Pen              | Portugal       | 4:07.74 |                      |
| 43   | 4       | Amalie Sæten            | Noruega        | 4:08.08 | Recorde pessoal      |
| 44   | 3       | Eliza Megger            | Polónia        | 4:09.22 |                      |
| 45   | 1       | Vera Hoffmann           | Luxemburgo     | 4:09.76 |                      |
| 46   | 3       | Yume Goto               | Japão          | 4:10.22 |                      |
| 47   | 4       | Winnie Nanyondo         | Uganda         | 4:10.55 |                      |
| 48   | 2       | Carina Viljoen          | África do Sul  | 4:11.02 |                      |
| 49   | 2       | Lili Anna Vindics-Tóth  | Hungria        | 4:11.08 | =                    |
| 50   | 2       | Elise Vanderelst        | Bélgica        | 4:11.55 |                      |
| 51   | 3       | Nguyễn Thị Oanh         | Vietname       | 4:12.28 | Recorde pessoal      |
| 52   | 1       | Jaqueline Weber         | Brasil         | 4:14.46 | Recorde pessoal      |
| 53   | 3       | Joceline Wind           | Suíça          | 4:14.86 |                      |
| 54   | 1       | Şilan Ayyıldız          | Turquia        | 4:14.96 |                      |
| 55   | 4       | Fedra Luna              | Argentina      | 4:19.00 |                      |
| 56   | 4       | Gresa Bakraçi           | Kosovo         | DNF     |                      |

### Semifinais
As 6 primeiras de cada semifinal (Q) avançaram à final.
| Pos. | Bateria | Corredora               | CON            | Tempo   | Notas            |
| ---- | ------- | ----------------------- | -------------- | ------- | ---------------- |
| 1    | 2       | Faith Kipyegon          | Quênia         | 3:55.14 | Q                |
| 2    | 2       | Diribe Welteji          | Etiópia        | 3:55.18 | Q                |
| 3    | 2       | Sifan Hassan            | Países Baixos  | 3:55.48 | Q                |
| 4    | 2       | Laura Muir              | Reino Unido    | 3:56.36 | Q                |
| 5    | 2       | Katie Snowden           | Reino Unido    | 3:56.72 | Q                |
| 6    | 2       | Jessica Hull            | Austrália      | 3:57.85 | Q                |
| 7    | 2       | Adelle Tracey           | Jamaica        | 3:58.77 | Recorde nacional |
| 8    | 2       | Sarah Healy             | Irlanda        | 3:59.68 |                  |
| 9    | 2       | Abbey Caldwell          | Austrália      | 3:59.79 |                  |
| 10   | 2       | Esther Guerrero         | Espanha        | 4:00.13 |                  |
| 11   | 2       | Nikki Hiltz             | Estados Unidos | 4:00.84 |                  |
| 12   | 1       | Nelly Chepchirchir      | Quênia         | 4:02.14 | Q                |
| 13   | 1       | Birke Haylom            | Etiópia        | 4:02.46 | Q                |
| 14   | 1       | Ciara Mageean           | Irlanda        | 4:02.70 | Q                |
| 15   | 1       | Cory McGee              | Estados Unidos | 4:02.71 | Q                |
| 16   | 1       | Melissa Courtney-Bryant | Reino Unido    | 4:02.79 | Q                |
| 17   | 1       | Ludovica Cavalli        | Itália         | 4:02.83 | Q                |
| 18   | 1       | Marta Pérez             | Espanha        | 4:02.96 |                  |
| 19   | 1       | Linden Hall             | Austrália      | 4:03.96 |                  |
| 20   | 1       | Hirut Meshesha          | Etiópia        | 4:04.27 |                  |
| 21   | 1       | Edinah Jebitok          | Quênia         | 4:05.41 |                  |
| 22   | 1       | Sinclaire Johnson       | Estados Unidos | 4:06.39 |                  |
| 23   | 1       | Nozomi Tanaka           | Japão          | 4:06.71 |                  |
| 24   | 2       | Gaia Sabbatini          | Itália         | DNF     |                  |

### Final
A final fora disputada no dia 22 de agosto às 21h30.
| Pos.              | Corredora               | CON            | Tempo   | Notas            |
| ----------------- | ----------------------- | -------------- | ------- | ---------------- |
| Medalha de ouro   | Faith Kipyegon          | Quênia         | 3:54.87 |                  |
| Medalha de prata  | Diribe Welteji          | Etiópia        | 3:55.69 |                  |
| Medalha de bronze | Sifan Hassan            | Países Baixos  | 3:56.00 |                  |
| 4                 | Ciara Mageean           | Irlanda        | 3:56.61 | Recorde nacional |
| 5                 | Nelly Chepchirchir      | Quênia         | 3:57.90 | Recorde pessoal  |
| 6                 | Laura Muir              | Reino Unido    | 3:58.58 |                  |
| 7                 | Jessica Hull            | Austrália      | 3:59.54 |                  |
| 8                 | Katie Snowden           | Reino Unido    | 3:59.65 |                  |
| 9                 | Birke Haylom            | Etiópia        | 4:01.51 |                  |
| 10                | Cory McGee              | Estados Unidos | 4:01.60 |                  |
| 11                | Ludovica Cavalli        | Itália         | 4:01.84 | Recorde pessoal  |
| 12                | Melissa Courtney-Bryant | Reino Unido    | 4:03.31 |                  |

Legenda
| Recorde mundial       | Recorde mundial (World record)               |                       | Recorde africano                      | Recorde africano (African) |                                           | Q | Classificado por posição (Qualified) |
| Recorde do campeonato | Recorde do campeonato (Championship record)  | Recorde da América    | Recorde da América (Americas)         | q                          | Classificado por melhor tempo (Qualified) |   |                                      |
| Melhor marca do ano   | Melhor marca do ano (World leading)          | Recorde asiático      | Recorde asiático (Asian)              | DNS                        | Não largou (Did not start)                |   |                                      |
| Recorde nacional      | Recorde nacional (National record)           | Recorde europeu       | Recorde europeu (European)            | DNF                        | Não terminou (Did not finish)             |   |                                      |
| Recorde pessoal       | Recorde pessoal do atleta (Personal best)    | Recorde da Oceania    | Recorde da Oceania (Oceania)          | DSQ / DQ                   | Desclassificado (Disqualified)            |   |                                      |
| Recorde da temporada  | Recorde da temporada do atleta (Season best) | Recorde sul-americano | Recorde sul-americano (South America) | NM                         | Sem marca (No mark)                       |   |                                      |